# Freziera arbutifolia
Freziera arbutifolia là một loài thực vật có hoa trong họ Pentaphylacaceae. Loài này được Planch. & Triana mô tả khoa học đầu tiên năm 1862.